# Paralastor eugonias
Paralastor eugonias är en stekelart som beskrevs av Perkins 1914. Paralastor eugonias ingår i släktet Paralastor och familjen Eumenidae. Inga underarter finns listade i Catalogue of Life.